# Billy Garrett
Billy Garrett (24 de abril de 1933 – 15 de fevereiro de 1999) foi um automobilista norte-americano que esteve em três (duas) 500 Milhas de Indianápolis, quando a prova contava pontos para o Mundial de Pilotos da Fórmula 1 de 1950 até 1960: 1956, 1957 (muito lento) e 1958.